# Friedrich Flick

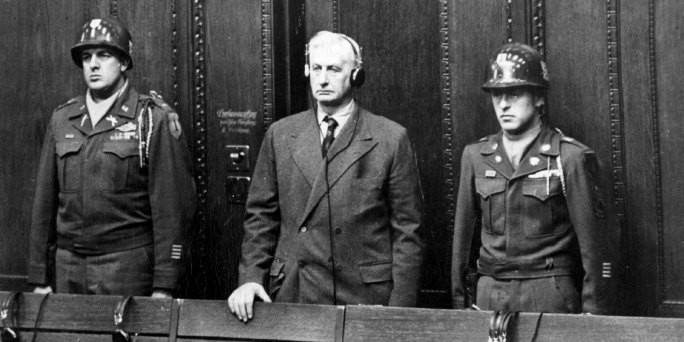
Friedrich Flick mottar sin dom den 22 december 1947.

Friedrich Flick, född 10 juli 1883 i Ernsdorf, död 20 juli 1972 i Konstanz, var en tysk företagsledare. Flick ägde under andra världskriget andelar i en rad storföretag, framförallt inom rustningsindustrin. Han dömdes efter andra världskriget som krigsförbrytare till sju års fängelse i Flickprocessen. Han kunde efter kriget återuppbygga sin verksamhet och blev en av de rikaste personerna i Västtyskland.

## Biografi
Flick studerade på realgymnasiet i Siegen och studerade efter värnplikten vid Kölns handelshögskola. Han började därefter arbeta i gruv- och stålindustrin. Flicks uppgång följde 1915 då han blev styrelsemedlem i Charlottenhütte i Niederschelden som han senare blev delägare i. Företaget och Flick profiterade på den rustningsboom som skedde före och under första världskriget. Flicks försök att ta sig in i Ruhrområdet med sin verksamhet misslyckades och istället expanderade företaget genom uppköp i Oberschlesien och centrala Tyskland. År 1933 följde flytten av huvudkontoret till Berlin där Flick nu skapade en koncern av kol-, stål- och järnindustrier, bland annat genom köpen av Bismarckhütte och Kattowitzer AG für Bergbau und der Eisenhüttenbetrieb. Flick fick snart ekonomiska problem med stora skulder. Flick och Hugo Stinnes gjorde 1926 en överenskommelse vilket innebar att Stinnes i utbyte mot verken i Oberschlesien och centrala Tyskland fick andelar i det nyligen grundade Vereinigte Stahlwerke AG. 
I Nazityskland gav Flick partibidrag till NSDAP och blev 1937 medlem. Flick var medlem i Freundeskreis Reichsführer-SS och deltog 1933 med andra näringslivsföreträdare som bland dem Gustav Krupp von Bohlen und Halbach i ett hemligt möte med Adolf Hitler. På mötet försäkrade Hitler att inga storföretag skulle förstatligas och att satsningar skulle göras på rustningsindustrin. Flick och hans koncern tog sedan aktivt över flera företag som ägdes av judar som en del i nazisternas arisering av näringslivet. Flicks personliga kontakt med Hermann Göring gjorde att han mer än sina konkurrenter kom att profitera på dessa övertaganden. Flick kom på så sätt bland annat över Julius-Petschek-koncernen (1938) och Ignaz-Petschek-koncernen (1939). Flick var också engagerad i övertagandet av områden som ockuperades av Tyskland under andra världskriget, bland annat i Ukraina, Baltikum och Frankrike. Tiotusentals tvångsarbetare från ockuperade områden och koncentrationslägren sattes in på Flickkoncernens olika produktionsorter och levde under mycket svåra förhållanden. År 1938 tilldelades Flick titeln Wehrwirtschaftsführer och han räknas som en av de största profitörerna av Nazitysklands rustningsboom och krigsindustri. 
Den 22 december 1947 dömdes han vid Flickprocessen, en av Nürnbergrättegångarna, för slaveri, plundring och för deltagande i förbrytelser utförda av SS till sju års fängelse. År 1950 släpptes han fri i en våg av amnesti av den amerikanska militären. Efter kriget blev Flick största aktieägare i Daimler-Benz och ägde delar av Feldmühle, Dynamit Nobel, Buderus och Krauss-Maffei. År 1963 tilldelades Flick Bundesverdienstkreuz. Vid hans död 1972 efterlämnade han en koncern bestående av 330 företag och 300 000 anställda.